# 시아드 바레
모하메드 시아드 바레(아랍어: محمد سياد بري, 소말리어: Maxamed Siyaad Barre, 1919년 10월 6일~1995년 1월 2일)는 1969년부터 1991년까지 집권한 소말리아 민주 공화국의 군부 독재자이자, 대통령이다.

## 이력
소말리아가 독립한 1960년, 소말리아는 아프리카에서 민주주의의 모델로 서방 세계에서 극구 칭찬을 받고 있었다. 하지만, 자신들의 씨족만을 중시하는 씨족주의와 가문내의 증가된 충성으로 인하여 다른 씨족끼리 충돌하는 유혈 사태는 소말리아 사회에서 빈번한 사회적 문제였다. 이러한 문제를 민간정부는 근절하는데 실패했으며, 결국 정부는 씨족주의 문제에 스스로 무릎을 꿇는 지경에 이르렀다. 이와 더불어, 사회적 빈곤 문제는 나아질 기미를 보이지 않고 있었다. 자연스럽게 소말리아 사회는 갈등이 격화되었다.
시아드 바레는 1969년 씨족 분쟁 및 빈곤 문제를 퇴치한다는 명분 아래에 쿠데타를 감행하여 정권을 탈취하였다. 초기에 그는 소련의 지원을 받아 대대적인 산업화를 실시하였고, 씨족 분쟁을 강압으로 엄단하는 등 사회를 안정화시키는 듯하였다. 그러나, 그의 독재 정치는 씨족 분쟁을 제어하기에는 역부족이었다.

## 역대 선거 결과
| 선거명      | 직책명            | 대수 | 정당                 | 득표율 | 득표수      | 결과 | 당락 |
| ----------- | ----------------- | ---- | -------------------- | ------ | ----------- | ---- | ---- |
| 1986년 선거 | 소말리아의 대통령 | 3대  | 소말리혁명사회주의당 | 99.97% | 4,887,592표 | 1위  |      |

## 같이 보기
- 소말리아 민주 공화국
- 소말리아 내전